# Майдаки
Майдаки (укр. Майдаки) — село, Подопригоровский сельский совет, Лебединский район, Сумская область, Украина.
Население по переписи 2001 года составляло 4 человека.

## Географическое положение
Село Майдаки находится в 2-х км от левого берега реки Грунь.
На расстоянии до 1 км расположены сёла Косенки, Скляры, Шумилы, Парфилы и Падалки.
Рядом проходит автомобильная дорога Т-1918.